# Kittur (Therani Manti), Heggadadevankote
Kittur (Therani Manti) là một làng thuộc tehsil Heggadadevankote, huyện Mysore, bang Karnataka, Ấn Độ.